# Chelipoda oblinita
Chelipoda oblinita är en tvåvingeart som beskrevs av Collin 1928. Chelipoda oblinita ingår i släktet Chelipoda och familjen dansflugor. Inga underarter finns listade i Catalogue of Life.